# بني عمارت
بني عمارت  (بالإنجليزية: BNI AMMART) هي جماعة قروية تابعة لإقليم الحسيمة ضمن جهة تازة الحسيمة تاونات بالمغرب. بلغ مجموع عدد سكان  بني عمارت حسب إحصاءات 2004 حوالي 8084 نسمة يعيشون في 1261 أسرة.

## إحصاء عام
| السنة | عدد السكان | عدد الأسر | عدد الأجانب |
| ----- | ---------- | --------- | ----------- |
| 1994  | 9721       | 1436      | °°°°        |
| 2004  | 8084       | 1261      | 0           |